# NIGHT STORIES
NIGHT STORIES（ナイト・ストーリーズ）とは、2005年10月から2006年3月までJ-WAVEが月曜-木曜 24:30-27:00（火曜-金曜 0:30-3:00）に放送されたラジオ番組。2005年9月まで放送されていたSOUL TRAIN、TR2の後枠として、27:00開始のJ-WAVE LOUNGEと共に深夜帯の番組構成が変更された。
ナビゲーターは日替わり（後述）。番組全体としてはっきりとしたテーマはなく、トークと共に、リスナーから送られてくるFAXやe-mailを元にコミュニケーションを図りつつも、音楽も多くかけるラジオ番組であった。トーク、選曲ともに落ち着いた雰囲気となるよう構成されていた。
2006年3月30日をもって放送を終了。J-WAVEの平日帯番組としては異例の短期間の放送となった。同年4月3日以降は22:00より放送されていたOH! MY RADIOの放送時間が繰り下げられ、同じ枠での放送となった。

## ナビゲーター（DJ）
- 月曜：スガシカオ…月曜のみ夜(よる)バナ（「夜」＋「話」）という略称も用いていた。
- 火曜：クリス・ペプラー
- 水曜：大貫妙子
- 木曜：リリー・フランキー

## 各曜日共通のコーナー
- ANOTHER STORY

25:30ごろから。当日担当のナビゲーターが最近関心を持ったニュースや話題を語る。
- RE-FLEX BOX

26:00過ぎからの10分間。クリエイター、アーティスト、タレントなど2名（組）が、毎日違ったテーマで対談する。（4日間通し：別収録で当日担当ナビゲーターは出演せず）
また、番組中26:00ごろにヘッドライン・ニュース（気象情報含む）がある。

## 曜日別企画
- クリエイター募集（月曜2時台前半）

ジャンルを問わず創作物を募り、スガシカオが批評する。
- 「今週の盤(ばん)」（火曜2時台前半）

クリス・ペプラーが注目する最新アルバムを紹介する。
- 邦楽を放送する時間（水曜2時台中盤）

大貫妙子が日本のポピュラーソングを数曲セレクト。中には珍曲も。
- ポッドキャスト（月曜）

J-WAVE スガシカオのNIGHT STORIES PODCASTと称し、前週放送のダイジェストと、リスナーからポッドキャスト向けに届けられたメールをスガシカオが番組終了後に収録。毎週月曜日の昼に配信していた。J-WAVEの聞けない地域からのメールが比較的多く紹介されていた。また同一内容はJ-WAVEの携帯向け着信メロディ配信サイトJ-WAVE SOUNDSでも聞くことができる。